# Janko Orožen
Janko (Janez) Orožen [jánko oróžen] slovenski zgodovinar in šolnik, * 10. december 1891, Sveti Štefan (sedaj Turje) nad Hrastnikom, † 30. september 1989, Celje.

## Življenje in delo
Oče mu je bil kmet in ribič Jernej Orožen. Mati mu je bila kmetica Marija (rojena Železnik). Orožen je v rodnem Svetem Štefanu obiskoval enorazredno šolo. V Mariboru je od leta 1907 hodil na učiteljišče, kjer je maturiral leta 1911, kasneje pa kot privatist leta 1913 na celjski gimnaziji opravil gimnazijsko maturo. V Pragi se je tega leta vpisal na študij prava, a ga po enem semestru opustil zaradi pomanjkanja denarja, tako da se je vrnil nazaj domov.
Med 1. svetovno vojno so ga leta 1915 vpoklicali v Avstro-ogrsko vojsko. Na ruski fronti so ga zajeli. Leta 1918 se je pridružil prostovoljcem v Češko-slovaški legiji. Z 8. srbskim pešpolkom se je boril na solunski fronti. Po vrnitvi domov je sodeloval v bojih za slovensko severno mejo.
Jeseni 1919 je začel poučevati na 1. deški meščanski šoli v Ljubljani in hkrati na Filozofski fakulteti začel študirati slovenščino, zgodovino in geografijo. Leta 1922 je na Filozofski fakulteti diplomiral, nato pa kot zgodovinar, slavist in geograf poučeval v Murski Soboti in od leta 1924 na celjski gimnaziji vse do leta 1941, ko so ga Nemci z družino pregnali v Srbijo. Učil je na gimnaziji v Užicu, kjer je bil leta 1942 začasno upokojen.
Med vojnama je pisal pedagoške razprave in učbenike za zgodovino, geografijo, ruščino in češčino; vsega je napisal več kot 30 knjig, 170 razprav, člankov in poročil ter 12 učbenikov. Prevajal je iz češćine, ruščine in francoščine.
Raziskoval je tudi zgodovino Celja ter območij v porečju Savinje in Save. Jeseni 1946 se je vrnil v Celje, poučeval na gimnaziji do upokojitve leta 1954, se po veliki povodnji istega leta posvetil delu v celjskem Zgodovinskem arhivu in ga vodil vse do dokončne upokojitve v letu 1965.
Njegova hči Božena je priznana slavistka, rusistka, književna zgodovinarka in publicistka. Njegova nečakinja Martina je znana jezikoslovka in upokojena univerzitetna profesorica, nečak Marjan pa je bil politik, nosilec funkcij v ZKS.

## Izbrana bibliografija
- — (1927a), Zgodovina Celja I. Prazgodovinska in rimska Celeja, COBISS 24705281
- — (1927b), Zgodovina Celja II. Srednjeveško Celje, COBISS 30154753
- —; Savnik, Roman (1928), Celje : vodnik po mestu in okolici, Celje: Brata Rodé & Martinčič, COBISS 30733569
- — (1929), Učbenik ruskega jezika, COBISS 6786563
- — (1930), Zgodovina Celja III. Novoveško Celje (1456–1848), COBISS 30155009
- — (1936), Gradovi in graščine v narodnem izročilu. 1, Gradovi in graščine ob Savinji, Sotli in Savi, COBISS 651009
- — (1940), Zgodovina celjskega Sokola, Celje: Sokolsko društvo Celje-matica, COBISS 2474759
- — (1967), Kratka zgodovina Celja in okolice, COBISS 1367605